# II. Obeng
Oheneba Nana Kwame II. Obeng a ghánai Sefwi Wiawso Tradicionális Területen található szubnacionális királyság, Sefwi Obeng-Mim uralkodója és a dinasztikus rendek nagymestere.

## Családja

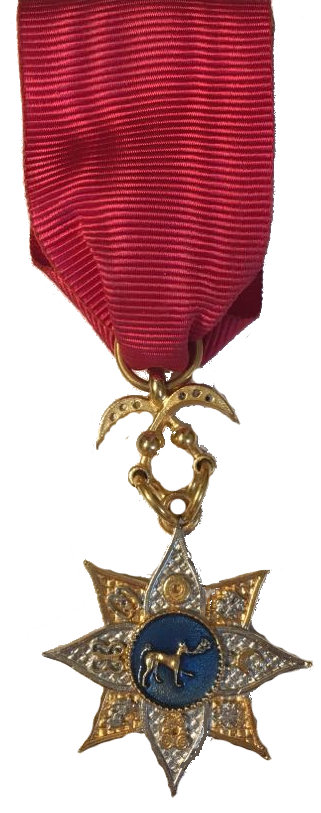
Arany Tűzkutya Rend

Oheneba Nana Kwame II Obeng Katakyei Kwasi Bumagamah Sefwi Wiawso királyának és az Obeng-dinasztiából származó Akua Sarwaah fia. Az Oheneba keresztnév jelentése "a király fia". A Legfőbb Király fiaként II. Obengnek lehetősége volt arra, hogy felsőfokú tanulmányokat folytasson.

## Uralkodása
Oheneba Nana Kwame II. Obeng 2016. június 3-án lépett trónra. A fiatal uralkodó számos reformot vezetett be a királyság modernizálása és fejlődése érdekében. Helyi és nemzetközi tanácsadók segítségével királyi iskolát hozott létre, megoldotta az ivóvízellátást, napelemes villamosítást és a családi földek megfelelő dokumentálását. Emellett fejlesztette a kakaótermelés módszereit, s híd- és útépítő munkálatokat is végeztetett az infrastruktúra fejlesztése érdekében. A király szintén fellépett az illegális bányászat ellen.
II. Obeng az egyik legsikeresebb ghánai tradicionális uralkodó, és számos helyi és nemzetközi elismerésben részesült.

## Kitüntetések
A király két dinasztikus lovagrendet alapított:
- Arany Tűzkutya Rend[4][9]
- II. Obeng Királyi Rend[4][9]

## Alkotmányos státusa
Ghána államformája köztársaság, azonban az alkotmány elismeri a tradicionális uralkodók lokális és törzsi szuverenitását, s trónralépésüket a kormányzati szervek hagyják jóvá.

## További információ
Royal House of Sefwi Obeng-Mim